# Sistema piramidal
El sistema piramidal o vía corticoespinal es un conjunto de axones motores que viajan desde la corteza cerebral (donde se encuentra  la motoneurona superior) hasta las astas anteriores de la médula espinal (donde hace contacto con la motoneurona inferior). La vía corticoespinal contiene exclusivamente axones motores. Cerca del 80% de los axones se decusan (se cruzan) en el bulbo raquídeo (en el punto conocido como decusación de las pirámides). Esto explica por qué los movimientos de un lado del cuerpo son controlados por el lado opuesto del cerebro.[cita requerida] 
El 20% de las fibras no se cruzan y forman el fascículo corticoespinal directo
Sistema formado por las vías del sistema nervioso central encargadas de llevar los impulsos nerviosos desde la corteza cerebral motora hasta las motoneuronas alfa de las astas ventrales de la médula espinal.

## Vía corticoespinal

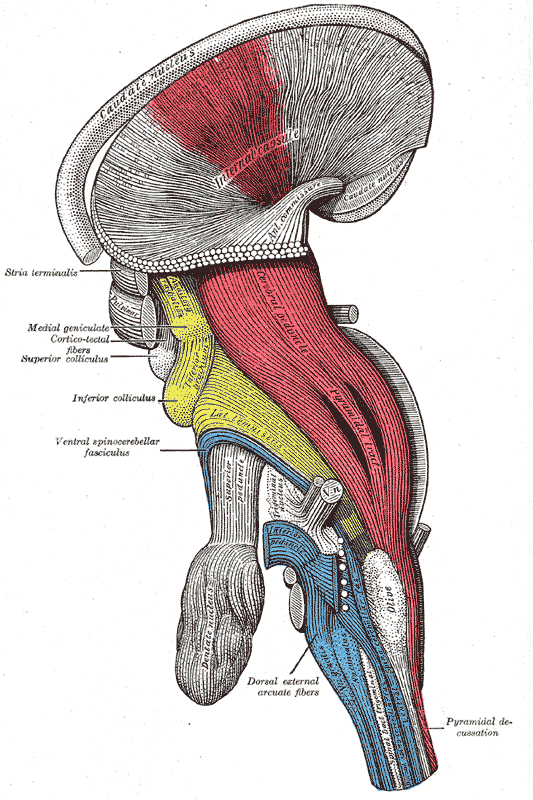
VIA CORTICOESPINAL

La vía corticoespinal se origina en las neuronas piramidales gigantes (células de Betz) de la corteza motora. Los cuerpos neuronales en la corteza motora envían sus axones a los núcleos motores de los nervios craneales principalmente del lado contralateral de los pedúnculos cerebrales (tracto córtico-peduncular), protuberancia o puente de Varolio (tracto córtico-pontino), el bulbo raquídeo (tracto córtico-bulbar); sin embargo, la mayor parte de esas fibras se extienden hacia abajo hasta la médula espinal (tracto córtico-espinales). La mayoría de las fibras córtico-espinales (cerca del 90%) se cruzan hacia el lado contralateral en el bulbo raquídeo (decusación piramidal), mientras que algunas de ellas (10%) se cruzan a su nivel en la médula espinal.
Existe una representación somatotópica precisa de las diferentes partes del cuerpo en la corteza motora primaria, con el área del miembro inferior localizada en la corteza medial (cerca de la línea media), y el área de la extremidad cefálica localizada en la corteza lateral, en la convexidad del hemisferio cerebral (homúnculo motor). El área motora del brazo y la mano es la mayor y ocupa la parte precentral del gyrus, localizada entre el área del miembro inferior y de la cara.

TRACTO CORTICOESPINAL

Los axones motores se mueven juntos y viajan a través de la sustancia blanca cerebral, y forman parte de la pierna posterior de la cápsula interna.
Las fibras motoras continúan hacia abajo dentro del tronco cerebral. El haz de axones corticoespinales es visible como dos estructuras en forma de columnas ("pirámides") en la cara ventral de la médula espinal —de aquí viene el nombre de vía piramidal—.